# Tin Drum
Tin Drum — пятый и последний студийный альбом английской группы Japan, вышедший в ноябре 1981 года на лейбле Virgin Records. Альбом достиг № 12 в Великобритании, и получил «золотой» статус в 1982 году. Четыре из восьми треков альбома были выпущены в виде синглов в Великобритании («The Art of Parties», «Cantonese Boy», «Visions of China» и «Ghosts»). Из них наиболее коммерчески успешным был «Ghosts», который достиг № 5 в Великобритании, а «Visions of China» и «Cantonese Boy» попали в британский Топ 40. 6 сентября 2011 года альбом получил награду BBC Radio 6 Music как «лучший альбом 1981 года».
На обложке неофициального южнокорейского издания (High Stereo Light, год неизвестен) заретушировано изображение портрета Мао Цзэдуна.

## Список композиций
Сторона А:
1. «The Art of Parties» (Re-recorded version) — 4:09
2. «Talking Drum» — 3:34
3. «Ghosts» — 4:33
4. «Canton» (Jansen/Sylvian) — 5:30

Сторона B:
1. «Still Life in Mobile Homes» — 5:32
2. «Visions of China» (Jansen/Sylvian) — 3:37
3. «Sons of Pioneers» (Karn/Sylvian) — 7:07
4. «Cantonese Boy» — 3:44

Бонус-треки на переиздании 2004 года
1. «The Art of Parties (Single Version)»
2. «Life Without Buildings»
3. «The Art of Parties (Live)»
4. «Ghosts (Single Version)»

## Синглы
1. «The Art Of Parties» / «Life Without Buildings» UK #48
2. «Visions of China» / «Taking Islands In Africa» (7") «Swing» (12") UK #32
3. «Ghosts» / «The Art of Parties (version)» (7", 7" picture disc and 12") UK #5
4. «Cantonese Boy» UK #24

## Участники записи
- Дэвид Силвиан — вокал, гитара, клавишные
- Мик Карн — бас-гитара, саксофон, флейта, дида
- Стив Джансен — барабаны, электронные ударные
- Ричард Барбиери — клавишные, программирование